# Geología de Asturias
Durante la Era Cenozoica, la era del gran plegamiento alpino que formó las cordilleras actuales como los Alpes, Andes e Himalayas, el Macizo Hespérico sufrirá rebajamientos y cambios, pero en general, se comportará como un bloque rígido y emergido.
Durante el periodo Mesozoico se generan transgresiones y se forman cuencas de sedimentación en torno al macizo elevado. Debido a esto en el secundario el macizo permanece erguido lo que le somete a la erosión. En la era Cenozoica dentro de la tectónica alpina se suceden las reactivaciones y arrasamientos que produce un macizo erosionado, con zonas nuevas por las reactivaciones de las placas con fracturas y plegamientos. Así de esta forma se crea la cordillera cantábrica, zonas costera, montaña prelitoral, sierra del Cuera,fosa de Liébana, surco prelitoral en Cangas de Onís y fallas en Cabrales.
Las rasas litorales de Principado de Asturias (Llanes, Ribadedeva, etc) y las cántabras nos indican que estuvieron sumergidas bajo el nivel del mar. Así de esta forma hace 18.000 años los monteas cantábricos estarían situados unos cien metros bajo el agua. En la transgresión Flandiense (miocénica) se forman los acantilados.
- Datos: Q5877670